# (8833) Acer
(8833) Acer est un astéroïde de la ceinture principale.

## Description
(8833) Acer est un astéroïde de la ceinture principale. Il fut découvert le 3 septembre 1989 à l'observatoire de Haute-Provence par Eric Walter Elst. Il présente une orbite caractérisée par un demi-grand axe de 2,87 UA, une excentricité de 0,13 et une inclinaison de 9,7° par rapport à l'écliptique.

## Compléments